# Astérix et Obélix (jeu vidéo)
Astérix et Obélix est un jeu vidéo développé par Infogrames et Bit Managers sorti en 1995 sur Super Nintendo,, en 1996 sur PC, ainsi que, dans une version adaptée, sur Game Boy en 1995 et sur Game Boy Color en 1999,,,. Il s'agit d'un jeu de plates-formes avec une possibilité de jouer à deux pour la version sur ordinateur et Super Nintendo. Le jeu reprend l'univers de la série de bande dessinée du même nom et le joueur peut choisir d'incarner Astérix ou Obélix.
Le jeu fait suite au jeu Astérix sorti en 1993, également édité et développé par Infogrames, dont il reprend des éléments. Le jeu a des aspects comparables à d'autres adaptations de bandes dessinées éditées à la même époque par Infogrames tels que Tintin au Tibet, Spirou, Les Schtroumpfs et Lucky Luke, tels que le style graphique, l'interface et des éléments de gameplay.
La version pour ordinateur et Super Nintendo a été portée en 2002 sur Game Boy Advance avec des niveaux modifiés au sein de Astérix et Obélix : Paf ! Par Toutatis !. Le jeu a également inspiré les jeux mobiles Astérix : Sauver Obélix (2005) et Astérix et les Vikings (2006).

## Scénario
Jules César a fait construire une palissade autour du village Gaulois pour l'enfermer. Astérix et Obélix décident de faire un long voyage à travers plusieurs pays sous occupation romaine et de ramener de là-bas des souvenirs pour prouver qu'ils sont toujours libres de circuler (ce qui rappelle l'intrigue de l'album Le Tour de Gaule d'Astérix). Ainsi le joueur devra successivement :
- Aller délivrer les amis de Jolitorax et les aider à remporter un match de rugby (inspiré de l'album Astérix chez les Bretons) : le joueur part du village, il traverse la Manche, les plaines britanniques, explore Londres et la Tour de Londres, et finalement participe au match de rugby.
- Aller délivrer le banquier suisse Zurix (inspiré de l'album Astérix chez les Helvètes) : le joueur traverse la frontière suisse, le lac Léman, les Alpes, puis arrive dans la banque suisse.
- Participer aux Jeux olympiques (inspiré de l'album Astérix aux Jeux olympiques) : le joueur part du port du Pirée, puis arrive aux environs d'Athènes, puis travers la ville même, et enfin participe aux épreuves de course, course de haies et javelot des Jeux olympiques.
- Aider Numérobis à construire un palais (inspiré de l'album Astérix et Cléopâtre) : le joueur traverse le désert, puis le chantier du palais, avant de combattre les Romains et leurs catapultes lors du siège du chantier (niveau absent des versions Game Boy et Game Boy Color).
- Délivrer Soupalognon y Crouton (inspiré de l'album Astérix en Hispanie) : le joueur traverse les Pyrénées, puis arrive en Hispanie dans un campement romain, pour ensuite affronter un taureau à la façon d'un toréador dans une arène.

## Système de jeu
Le jeu est un jeu de plates-formes : le personnage évolue dans un décor en scrolling. Il affronte selon les niveaux des ennemis comme des soldats romains, des pirates, des soldats grecs ou des animaux comme des sangliers ou des aigles.
Des boîtes dorées flottent dans les airs : elles contiennent un bonus, que le joueur obtient en frappant la boîte. Elles peuvent contenir des pièces (une ou dix), des étoiles, des aliments, une vie supplémentaire ou un bonus d'invincibilité ; les pièces se collectent tout au long des niveaux et donnent le droit à une vie supplémentaire au bout de 50 pièces ; quant aux étoiles, il y en a 10 par niveau, et les collecter toutes donne droit au niveau bonus (16 niveaux bonus au total), un décor rempli de pièces et autres bonus, où le joueur a 30 secondes pour en collecter le plus possible. Les aliments font remonter la jauge de vie du personnage, et changent selon la partie du jeu (cuisse de sanglier si le joueur est dans la première partie, fromage s'il est en Helvétie, banane s'il est en Grèce, poisson s'il est en Égypte et oignon s'il est en Hispanie, le tout faisant référence aux albums concernés) ; le bonus d'invincibilité se présente sous la forme d'une gourde de potion magique pour Astérix et d'un sanglier rôti pour Obélix : le joueur est alors invincible et frappe automatiquement les ennemis pendant une durée limitée.
Le jeu est composé de 21 niveaux (« actes »). À la fin de certains niveaux, un mot de passe présenté sous forme d'une série de quatre portraits de personnages de la série est montré au joueur et permet d'accéder au niveau correspondant depuis le menu.

## Accueil
- Joypad : 88 % (SNES)[2] - 82 % (GB)[8] - 6/10 (GBC)[9]
- Video Games : 68 % (SNES)[10]